# Ldapsearch
Nei sistemi GNU/Linux il comando ldapsearch serve per connettersi e fare ricerche su un database LDAP.
Il file relativo a tale comando si trova tra i programmi installati dall'utente nella cartella /usr/bin (secondo lo standard FHS) ed è di proprietà dell'utente root.
Il comando prende una serie di opzioni:
- -x: per effettuare un'autenticazione semplice senza usare il sistema SASL

- -H ldapuri: per accedere all'host che contiene il database LDAP (può essere ldap://ip_address oppure ldaps://ip_address se supporta SSL)

- -D "distinguished_name" -w password: per autenticarsi inserendo la password di accesso

- -b search_base: per indicare il punto di partenza da cui fare ricerche

Un esempio di output del comando può essere:
```
kaos@kaos:~$ ldapsearch -x -D "cn=admin,dc=kaos-master,dc=fsu" -w entropia
# extended LDIF
#
# LDAPv3
# base <> with scope sub
# filter: (objectclass=*)
# requesting: ALL
#

# kaos-master.fsu
dn: dc=kaos-master,dc=fsu
objectClass: top
objectClass: dcObject
objectClass: organization
o: kaos-master
dc: kaos-master

# admin, kaos-master.fsu
dn: cn=admin,dc=kaos-master,dc=fsu
objectClass: simpleSecurityObject
objectClass: organizationalRole
cn: admin
description: LDAP administrator
userPassword:: e2NyeXB0fXVCejJwV2ZsRU50WjI=

# search result
search: 2
result: 0 Success

# numResponses: 3
# numEntries: 2

```

L'output è reso possibile una volta che è stato creato un nome di dominio kaos-master.fsu e, come si vede, non avendo inserito un criterio di ricerca, lui inserisce objectclass=*, ovvero tutti gli oggetti; è possibile inoltre vedere la password in forma cifrata.
Un altro esempio può essere:
```
ldapsearch -x -H ldap://192.168.12.54 -b "cn=shire,cn=me"

```

per collegarsi all'host 192.168.12.54 della rete locale dalla base "cn=shire,cn=me"
Per ulteriori dettagli vedere la man page tramite il comando man ldapsearch.